# Tomáš Beránek
Tomáš Beránek (15. srpna 1897 Sušice – 3. prosince 1954 Brno) byl český římskokatolický kněz, oběť komunismu a tajný papežský komoří.

## Život
Narodil se 15. srpna 1897 v Sušici, kde navštěvoval i obecnou školu. Poté studoval na českém gymnáziu v Českých Budějovicích. Po gymnáziu byl přijat do kněžského semináře v Českých Budějovicích. Na kněze byl vysvěcen roku 1919. Po vysvěcení působil jako kaplan farnosti Tábor, kde působil do roku 1930. Dále působil jako administrátor farnosti Strmilov, kaplan a později děkan farnosti Vodňany a biskupský vikář okrsku Vodňany.
Byl účastníkem odboje za německé okupace. V roku 1945 se stal členem národního výboru, ale v březnu roku 1948 byl z něho odvolán. V roce 1947 se stal asesorem českobudějovické biskupské konzistoře a ve stejný rok mu byl udělen titul tajného papežského komořího. Byl členem Československé strany lidové a spolku Orel.
Dne 8. února 1950 byl zatčen Státní bezpečností a dne 3. února 1951 byl Státním soudem ve vykonstruovaném procesu s dalšími osmi biskupskými sekretáři a knězi odsouzen k 11 letům odnětí svobody. Obviněn byl z letákové akce, nabádání kněží k protistátní činnosti, varování osob před zatčením a zneužití kostelní sbírky. Byl vězněn v Leopoldově a na Mírově.
Zemřel 3. prosince 1954 ve vězeňské nemocnici v Brně na následky zánětu ledvin. Pohřeb nebyl komunistickými orgány povolen a proto byl pohřben do společné šachty a poté do vězeňského hrobu č. 1357 v Brně. Roku 1968 byly jeho ostatky exhumovány a uloženy na hřbitově ve Vodňanech. Dne 14. srpna 1997 byla v Sušici slavnostně odhalena pamětní deska k 100. výročí jeho narození. Tato deska je umístěna na jeho rodném domě v Kostelní ulici.

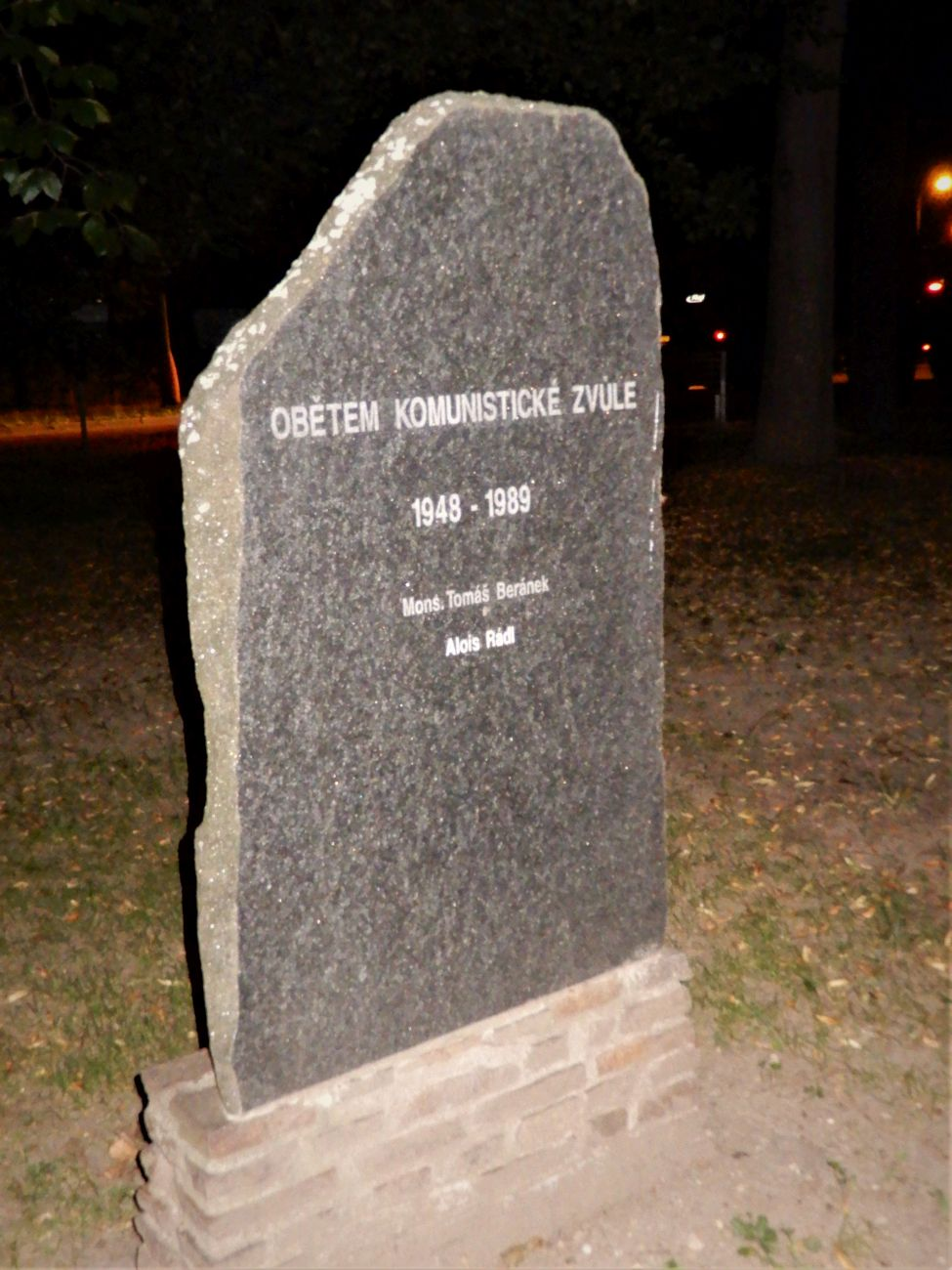
Žulový pomník Obětem komunistické zvůle ve Vodňanech, se jmény Mons. Františka Beránka a Aloise Rádla